# Mistrzostwa Czterech Narodów w Łyżwiarstwie Figurowym 2022
Mistrzostwa Czterech Narodów w Łyżwiarstwie Figurowym 2022 – zawody łyżwiarstwa figurowego dla reprezentantów państw Grupy Wyszehradzkiej (Czechy, Polska, Słowacja, Węgry). Zawody rozgrywano od 16 do 18 grudnia 2021 roku na lodowisku w Nowej Wsi Spiskiej.
Kolejność miejsc zajmowanych przez reprezentantów danego kraju w każdej z konkurencji determinowała wyniki końcowe ich mistrzostw krajowych (2022) w kategorii seniorów oraz w konkurencji par sportowych i tanecznych w kategorii juniorów.
Wśród solistów triumfował Czech Matyáš Bělohradský, zaś w konkurencji solistek reprezentantka Polski Jekatierina Kurakowa. W parach sportowych zwyciężyli reprezentanci Węgier Julija Scsetyinyina i Márk Magyar, zaś w parach tanecznych reprezentanci Polski Natalia Kaliszek i Maksym Spodyriew.

## Wyniki

### Kategoria seniorów

#### Soliści
| Poz. | Zawodnik           | Nota łączna | SP | SP    | FS | FS     |
| ---- | ------------------ | ----------- | -- | ----- | -- | ------ |
| 1    | Matyáš Bělohradský | 198,25      | 2  | 65,02 | 1  | 133,23 |
| 2    | Georgii Reshtenko  | 189,97      | 1  | 71,89 | 3  | 118,08 |
| 3    | Władimir Samojłow  | 187,54      | 4  | 58,39 | 2  | 129,15 |
| 4    | Adam Hagara        | 180,91      | 3  | 62,89 | 4  | 118,02 |
| 5    | Kornel Witkowski   | 169,13      | 6  | 54,51 | 5  | 114,62 |
| 6    | András Csernoch    | 167,48      | 7  | 53,12 | 6  | 114,36 |
| 7    | Miłosz Witkowski   | 166,60      | 5  | 58,02 | 8  | 108,58 |
| 8    | Aleksandr Vlasenko | 160,98      | 9  | 51,04 | 7  | 108,58 |
| 9    | Michael Neuman     | 154,80      | 8  | 51,31 | 9  | 103,49 |
| 10   | Jakub Lofek        | 147,21      | 11 | 47,22 | 10 | 99,99  |
| 11   | Mozes Jozsef Berei | 137,05      | 10 | 49,36 | 11 | 87,69  |

#### Solistki
| Poz. | Zawodniczka                | Nota łączna | SP | SP    | FS | FS     |
| ---- | -------------------------- | ----------- | -- | ----- | -- | ------ |
| 1    | Jekatierina Kurakowa       | 190,06      | 2  | 59,32 | 1  | 130,74 |
| 2    | Eliška Březinová           | 168,83      | 3  | 58,56 | 3  | 110,27 |
| 3    | Julia Lang                 | 168,07      | 5  | 54,86 | 2  | 113,21 |
| 4    | Regina Schermann           | 156,68      | 1  | 57,24 | 6  | 96,90  |
| 5    | Ema Doboszová              | 153,78      | 6  | 53,08 | 4  | 100,70 |
| 6    | Alexandra Michaela Filcová | 153,47      | 4  | 57,24 | 7  | 96,23  |
| 7    | Nikola Rychtaříková        | 150,85      | 7  | 51,35 | 5  | 99,50  |
| 8    | Ellen Slavíčková           | 136,99      | 13 | 44,34 | 8  | 100,70 |
| 9    | Bernadett Szigeti          | 133,41      | 8  | 51,11 | 11 | 82,30  |
| 10   | Michaela Vrastakova        | 130,05      | 10 | 47,43 | 10 | 82,62  |
| 11   | Daria Zsirnov              | 129,19      | 9  | 48,33 | 13 | 80,86  |
| 12   | Lili Krizsanovszki         | 128,28      | 11 | 47,19 | 12 | 81,09  |
| 13   | Elżbieta Gabryszak         | 124,22      | 16 | 40,09 | 9  | 84,13  |
| 14   | Agnieszka Rejment          | 121,30      | 12 | 45,48 | 16 | 75,82  |
| 15   | Karolina Białas            | 117,91      | 17 | 38,50 | 14 | 79,41  |
| 16   | Natalia Lerka              | 117,16      | 15 | 40,24 | 15 | 76,92  |
| 17   | Oluša Gajdošová            | 116,16      | 14 | 40,69 | 17 | 75,47  |
| 18   | Karolina Smolova           | 86,15       | 18 | 30,06 | 18 | 56,09  |

#### Pary sportowe
| Poz. | Zawodnicy                         | Nota łączna | SP  | SP    | FS  | FS     |
| ---- | --------------------------------- | ----------- | --- | ----- | --- | ------ |
| 1    | Julija Scsetyinyina / Márk Magyar | 170,51      | 1   | 56,81 | 1   | 113,70 |
| 2    | Marija Pawłowa / Balázs Nagy      | 156,93      | 2   | 55,34 | 2   | 101,59 |
| 3    | Anna Hernik / Michał Woźniak      | 121,38      | 3   | 42,53 | 3   | 78,85  |
| WD   | Jelizawieta Żuk / Martin Bidař    | DNS         | DNS | DNS   | DNS | DNS    |

#### Pary taneczne
| Poz. | Zawodnicy                                  | Nota łączna | RD | RD    | FD | FD     |
| ---- | ------------------------------------------ | ----------- | -- | ----- | -- | ------ |
| 1    | Natalia Kaliszek / Maksym Spodyriew        | 181,09      | 1  | 74,98 | 2  | 106,11 |
| 2    | Natálie Taschlerová / Filip Taschler       | 179,95      | 2  | 73,27 | 1  | 106,68 |
| 3    | Marija Ignatjewa / Danijil Szemko          | 168,23      | 3  | 69,79 | 3  | 98,44  |
| 4    | Mária Sofia Pucherová / Nikita Łysak       | 150,03      | 4  | 63,61 | 5  | 86,42  |
| 5    | Anastasija Polibina / Pawieł Gołowisznikow | 147,25      | 5  | 60,55 | 4  | 86,70  |
| 6    | Jenna Hertenstein / Damian Binkowski       | 134,10      | 6  | 54,33 | 6  | 79,77  |
| 7    | Arina Klimowa / Filip Bojanowski           | 125,88      | 7  | 49,04 | 7  | 76,84  |

### Kategoria juniorów

#### Pary sportowe
| Poz. | Zawodnicy                          | Nota łączna | SP | SP    | FS | FS    |
| ---- | ---------------------------------- | ----------- | -- | ----- | -- | ----- |
| 1    | Barbora Kucianová / Lukáš Vochozka | 125,68      | 1  | 44,83 | 1  | 80,85 |
| 2    | Margaréta Mušková / Oliver Kubačák | 102,80      | 2  | 33,03 | 2  | 69,77 |

#### Pary taneczne
| Poz. | Zawodnicy                         | Nota łączna | RD | RD    | FD | FD    |
| ---- | --------------------------------- | ----------- | -- | ----- | -- | ----- |
| 1    | Denisa Cimlová / Vilém Hlavsa     | 152,96      | 1  | 60,03 | 1  | 92,93 |
| 2    | Kateřina Mrázková / Daniel Mrázek | 144,40      | 3  | 52,20 | 2  | 92,20 |
| 3    | Anna Simova / Kiriłł Aksienow     | 140,06      | 2  | 55,75 | 3  | 84,31 |
| 4    | Reka Leveles / Balazs Leveles     | 110,44      | 4  | 43,50 | 4  | 66,94 |
| 5    | Petra Zita Csikós / Patrik Csikós | 99,01       | 6  | 39,30 | 5  | 59,71 |
| 6    | Eliška Žáková / Filip Mencl       | 95,950      | 5  | 41,66 | 6  | 54,24 |

## Medaliści mistrzostw krajowych

### Kategoria seniorów
| Państwo  | Konkurencja   | Złoto                                | Srebro                                     | Brąz                                 |
| -------- | ------------- | ------------------------------------ | ------------------------------------------ | ------------------------------------ |
| Czechy   | Soliści       | Matyáš Bělohradský                   | Georgii Reshtenko                          | DNS                                  |
| Czechy   | Solistki      | Eliška Březinová                     | Nikola Rychtaříková                        | Ellen Slavíčková                     |
| Czechy   | Pary sportowe | DNS                                  | DNS                                        | DNS                                  |
| Czechy   | Pary taneczne | Natálie Taschlerová / Filip Taschler | DNS                                        | DNS                                  |
| Polska   | Soliści       | Władimir Samojłow                    | Kornel Witkowski                           | Miłosz Witkowski                     |
| Polska   | Solistki      | Jekatierina Kurakowa                 | Elżbieta Gabryszak                         | Agnieszka Rejment                    |
| Polska   | Pary sportowe | Anna Hernik / Michał Woźniak         | DNS                                        | DNS                                  |
| Polska   | Pary taneczne | Natalia Kaliszek / Maksym Spodyriew  | Anastasija Polibina / Pawieł Gołowisznikow | Jenna Hertenstein / Damian Binkowski |
| Słowacja | Soliści       | Adam Hagara                          | Michael Neuman                             | DNS                                  |
| Słowacja | Solistki      | Ema Doboszová                        | Alexandra Michaela Filcová                 | DNS                                  |
| Słowacja | Pary sportowe | DNS                                  | DNS                                        | DNS                                  |
| Słowacja | Pary taneczne | Mária Sofia Pucherová / Nikita Łysak | DNS                                        | DNS                                  |
| Węgry    | Soliści       | András Csernoch                      | Aleksandr Vlasenko                         | Mozes Jozsef Berei                   |
| Węgry    | Solistki      | Julia Lang                           | Regina Schermann                           | Bernadett Szigeti                    |
| Węgry    | Pary sportowe | Julija Scsetyinyina / Márk Magyar    | Marija Pawłowa / Balázs Nagy               | DNS                                  |
| Węgry    | Pary taneczne | Marija Ignatjewa / Danijil Szemko    | DNS                                        | DNS                                  |